# Bravo-Jahrescharts 1973
Die Partridge Familie wurde zu einer der beliebtesten Fernsehserien im Vorabendprogramm der ARD, und ihr Hauptdarsteller David Cassidy war der neue Teeniestar, der gleich die Plätze 1 und 3 in den Charts belegte. Cliff Richard verdankte seinen erneuten Erfolg zum zweiten Mal dem Eurovision Song Contest. Sein Power to All Our Friends belegte den dritten Platz beim Grand Prix. Roy Black fand seinen Nachfolger in dem Newcomer der Schlagerszene Bernd Clüver. Dessen Debüthit Der Junge mit der Mundharmonika erreichte Platz 6 und der Nachfolger Der kleine Prinz Platz 11. Als letzte erfolgreiche Band der 1960er Jahre erreichten die Rolling Stones mit der Ballade Angie noch den 18. Platz.

## Bravo-Jahrescharts 1973
1. Rock Me Baby – David Cassidy – 418 Punkte
2. Get Down – Gilbert O’Sullivan – 407 Punkte
3. I Am a Clown – David Cassidy – 344 Punkte
4. Hell Raiser – The Sweet – 322 Punkte
5. Power to All Our Friends – Cliff Richard – 306 Punkte
6. Der Junge mit der Mundharmonika – Bernd Clüver – 302 Punkte
7. Dreams Are Ten a Penny – Kincade – 286 Punkte
8. The Free Electric Band – Albert Hammond – 284 Punkte
9. Can the Can – Suzi Quatro – 280 Punkte
10. 48 Crash – Suzi Quatro – 261 Punkte

## Bravo-Otto-Wahl 1973

### Beat-Gruppen
1. Goldener Otto: The Sweet
2. Silberner Otto: The Osmonds
3. Bronzener Otto: Slade

### Sänger
1. Goldener Otto: David Cassidy
2. Silberner Otto: Bernd Clüver
3. Bronzener Otto: Jürgen Marcus

### Sängerinnen
1. Goldener Otto: Suzi Quatro
2. Silberner Otto: Ireen Sheer
3. Bronzener Otto: Daliah Lavi